# 피터 그루신
피터 그루신(1906년 1월 15일 ~ 1993년 11월 29일)은 S-300을 개발한 러시아의 로켓 과학자이다. 파켈 기계설계국의 수석과학자이다.
S-75(SA-2)를 설계하였다. S-75(SA-2)는 1960년 5월 1일 프랜시스 개리 파워스가 조종하던 U-2 정찰기를 격추했다.
S-75(SA-2) 개발로 사회주의 노동영웅 훈장을 받았다.
S-300 개발로 두번째 사회주의 노동영웅 훈장을 받았다. 1991년 걸프전 때 유명해진 미국의 패트리어트 미사일 보다 고성능으로 알려져 있다. 
1963년 레닌상을 수상하였고 7개의 레닌 훈장을 받았다.

## 같이 보기
- S-75
- S-300
- 철매2
- 파켈 기계설계국 - 그루신 설계국이라고도 불린다.
- 프랜시스 개리 파워스
- U-2기 사건